# 丹羽小弥太
丹羽 小弥太（にわ こやた、1917年4月1日 - 1983年9月28日）は、日本の科学評論家、翻訳家。
宮城県生まれ。東京文理科大学卒。駒澤大学教授。
晩年は、口腔底部ガンに侵され、あごの骨を切除して人工あごとする手術を受けるなど長く闘病し、その状況を書籍にまとめたことで注目された。

## 著書
- 『一般生物学』（協同出版） 1960
- 『女とおとこ 性 - この厳粛な事実』（協同出版） 1966
- 『ママの科学サロン』（協同出版） 1967
- 『ヒトの生物学』（協同出版） 1969
- 『ガンからの逃走 病床の友へ』（文芸春秋） 1970
- 『私はガンに勝ったのか 人間モルモットの手記』（地産出版） 1974
- 『それでも私は生きる ガンに耐えぬく日々』（主婦の友社） 1976

## 共編著
- 『科学はここまで来ている』（編、大日本雄弁会講談社、ミリオン・ブックス） 1958
- 『科学は約束する』（編、講談社、ミリオン・ブックス） 1960
- 『科学時代』全5巻（林克也, 岸田純之助共著、筑摩書房） 1961
- 『こんなことがまだわからない 科学を困らす24のナゾ』（相島敏夫共著、講談社、ブルー・バックス） 1964
- 『明日の技術革新のために』（編、講談社、ブルーバックス） 1965
- 『科学者の言葉』（編著、講談社現代新書） 1966

## 翻訳
- 『原子力の安全性に関する基礎知識』（ジョン・F・ホガートン、アメリカ大使館文化交換局出版部）
- 『生命の本質 筋肉に関する研究』（セント・ジェルジ、白水社） 1952
- 『生物学の潮流』（ジャン・ロスタン、みすず書房、現代科学叢書） 1953
- 『人間は改造されるか』（ジャン・ロスタン、大日本雄弁会講談社） 1957
- 『ノーモアウォー』（ポーリング、講談社） 1959
- 『分子と人間 分子生物学入門』（J・F・ヒナーン、法政大学出版局） 1968
- 『オーストラリア』（デビッド・バーガミニ、ライフ編集部編、タイムライフインターナショナル、タイムライフブックスライフ 大自然シリーズ） 1970